# Trithemis bifida
Trithemis bifida – gatunek ważki z rodziny ważkowatych (Libellulidae).